# Musa Araz
Musa Araz (Friburgo, 17 de enero de 1994) es un futbolista suizo que juega como centrocampista en el Neuchâtel Xamax FCS de la Challenge League.

## Selección nacional
Ha sido internacional con la selección sub-17, sub-19 y sub-21 de Suiza en 14 ocasiones sin anotar goles.

## Clubes
| Club                      | País    | Año       |
| ------------------------- | ------- | --------- |
| F. C. Basilea             | Suiza   | 2014-2016 |
| F. C. Le Mont (cedido)    | Suiza   | 2014-2015 |
| F. C. Winterthur (cedido) | Suiza   | 2015-2016 |
| F. C. Lausanne-Sport      | Suiza   | 2016-2017 |
| Konyaspor                 | Turquía | 2017-2020 |
| Afjet Afyonspor (cedido)  | Turquía | 2019      |
| Bursaspor (cedido)        | Turquía | 2019-2020 |
| Neuchâtel Xamax FCS       | Suiza   | 2020      |
| F. C. Sion                | Suiza   | 2020-2023 |
| F. C. Winterthur          | Suiza   | 2023-2025 |
| Neuchâtel Xamax FCS       | Suiza   | 2025-     |